# Thomas Séraphine
Thomas Séraphine est un auteur, humoriste et comédien français.

## Biographie
Il débute en faisant de l'improvisation et du théâtre à Meudon, où il rencontre ses futurs camarades d'Action discrète.
Il commence sa carrière télévisuelle en 1994 aux côtés de Martine Mauléon et son Journal de l'emploi diffusé dans l'émission La Grande Famille sur Canal+. À partir de 1996, il participe à l'émission mensuelle d'Edouard Baer et Ariel Wizman La Grosse Boule diffusées sur Canal+. En 1997, il participe à l'émission Farce Attaque sur France 2, animé par Laurent Baffie, dans laquelle il anime la séquence Comment draguer à... .
À partir de 1999, il rejoint Le Vrai Journal de Karl Zéro sur Canal + où il y réalise le Journal de la Semaine. En 2002, il collabore à l'émission Le Journal des bonnes nouvelles.
En 2004, il intègre l'émission Les Hyènes de Caroline Diament, aux côtés de Julien Cazarre et Sébastien Thoen. La même année, il crée et participe à l'émission de télévision Défis et des garçons avec Julien Cazarre, Sébastien Thoen, Patrice Mercier, Pierre Samuel et Pascal Rénéric , diffusée sur la chaîne Comédie !. Puis il crée avec eux, l'émission de caméras cachées Action discrète  de 2006 à 2013.
De 2014 à 2015 il est chroniqueur de l'émission quotidienne L'Édition spéciale, rebaptisée La Nouvelle Édition présentée par Ali Baddou, dans laquelle il tient une chronique intitulée Enquêtes Exhaustives : parodie d'enquêtes journalistiques.
En 2016, il participe à l'émission Cinq à sept avec Arthur.
En 2018, il crée l'émission de fiction-documentaires de voyages Les Zozos migrateurs qu'il interprète aux côtés de Julien Cazarre et Sébastien Thoen. 8 épisodes diffusés sur Canal+ Décalé. Inde, Danemark, Japon, Québec, Argentine, Écosse, États-Unis, Jamaïque.
À l'été 2021, il rejoint le mouvement anti-passe sanitaire, convaincu par une vidéo de Louis Fouché, et participe aux manifestations organisées par Florian Philippot. En janvier 2022, il monte à la tribune d'une manifestation pour appeler les artistes à rejoindre le mouvement.
Depuis 2021, il présente l'émission bimestrielle Easy Driver dédiée au golf sur la chaîne Golf+, dans laquelle il parcourt les parcours des régions françaises en mêlant golf et richesses du terroir,,,,.
Depuis 2022, il participe aux sketchs parodiques sociéto-footballistiques hebdomadaires Les Sopronos, en compagnie de Julien Cazarre, diffusés sur la chaîne YouTube et les réseaux sociaux du site de paris sportifs Winamax.
En 2023, il anime une séquence humoristique hebdomadaire, appelée Le Poker Mentor, diffusée dans l'émission 100% poker sur W9.
Il débute en décembre 2023, en trio avec Maëva Pascali et Emmanuel de la Baume, la parodie « C pas nous » sur la chaîne YouTube Les Incorrectibles d'Éric Morillot.

## Polémiques
En février 2010, les comédiens d'Action discrète proposent un sketch, La Frêche Touch, mettant en scène des faux militants de la liste « Tous pour le Languedoc-Roussillon », emmenée par Georges Frêche dans lequel, au motif d'incarner la parole décomplexée du maire de Montpellier de l'époque, ils y tiennent des propos considérés comme insultant envers les homosexuels, des handicapés, les communautés juive et maghrébine. Georges Frêche décide alors de saisir le Conseil supérieur de l'audiovisuel afin que les principes d'une campagne électorale digne soient fermement rappelés. Par ailleurs, une association de personnes handicapées, le collectif contre l'homophobie et la Lesbian and Gay Pride de Montpellier déposent des plaintes contre Canal +. Aucune de ces actions n'est suivie d'effet contraignant,.
En novembre 2020, pour le compte de Winamax, il participe au sketch L'Heure des pronos, parodie de l'émission L'Heure des pros, diffusée sur CNews (groupe Canal+) dans lequel il y interprète le rôle de Michel Saindoux aux côtés de Sébastien Thoen et Julien Cazarre. À la suite de la diffusion de ce sketch, Sébastien Thoen, qui joue le rôle de Lionel Messia, en référence à Jean Messiha, intervenant régulier de l'émission, est licencié par Canal+, mettant ainsi un terme à sa chronique dans le Canal Sports Club et à sa présentation du Journal du hard. Le 4 décembre, un communiqué de la société des journalistes de Canal rassemble 150 signataires pour dénoncer « l'éviction » de Sébastien Thoen et affirmer leur attachement à « la liberté d'expression, de caricature et de parodie pour tous les membres du groupe dans les limites fixées par la loi ». Parmi les nombreux signataires, on retrouve notamment Habib Beye, Mathieu Blin, Olivier Dacourt, Laurie Delhostal, Sidney Govou, Jessica Houara, Marie Portolano, Olivier Tallaron et Nicolas Tourriol. Stéphane Guy, ayant lui aussi fait part de son soutien à l'animateur, est mis à pied par Canal+ une semaine plus tard, puis licencié.

## Filmographie

### Télévision
- 1998 : À la rencontre de divers aspects du monde contemporain ayant en commun leur illustration sur support audiovisuel[13]
- 2006 : Action discrète (émission de caméras cachées et de parodies) : personnages divers
- 2007 : Cabine 1005 : l’un des 2 touristes belges
- 2008 : Les Hyènes
- 2009 : La vie est à nous : Mathieu
- 2010 : Camping Paradis : Antoine (saison 2, épisode 2 : Mamans en grève)
- 2011 : Week-end chez les toquées : Grégoire
- 2012 : La Planète des cons : Boris
- 2013 : Le juge est une femme : Edouard Laroque
- 2013 : Camping Paradis : Loic Morin (saison 5, épisode 6 : Les 12 travaux au camping)
- 2014 : Joséphine, ange gardien : le journaliste (saison 15, épisode 2 : Les boloss)
- 2016 : Boulevard du Palais : Édouard Marsan
- 2017 : La Vengeance aux yeux clairs : Tom
- 2018 : Camping Paradis : Benoit[14] (saison 10, épisode 1 : Réunions de familles)
- 2018 : Nu : Jean Lanvin
- 2020 : Candice Renoir : Mathias Larrieu (saison 8, épisodes 3 à 7)
- 2020 : Joséphine, ange gardien : le réalisateur (saison 20, épisode 3 : Trois anges valent mieux qu’un !)
- 2022 : Plus belle la vie : Gérard (saison 18)
- 2022 : L'hôtel du temps : le maître d'hôtel
- 2023 : Merci patron : le candidat Climat Quizz
- 2025 : Les Films à l'arrache :

### Cinéma
- 2009 : 8th Wonderland de Nicolas Alberny et Jean Mach : lui-même
- 2012 : Bienvenue parmi nous de Jean Becker : Hugo
- 2012 : Paulette de Jérôme Enrico : l'architecte acheteur
- 2014 : L'Enquête de Vincent Garenq : Arnaud Montebourg
- 2016 : Les Visiteurs : La Révolution de Jean-Marie Poiré : le commissaire Morteau
- 2016 : La Folle Histoire de Max et Léon du Palmashow : un prêtre
- 2023 : Le Monde d'après 2 de Laurent Firode

### Publicité
- But : « C'est But qui a changé » réalisée par Nicolas Houres [15]
- 2009 : Monabanq[16],[17] réalisée par Maxime Charden[18]
- 2014 : Groupama réalisée par Olivier Nakache et Eric Tolédano [19]
- Volkswagen Polo
- 2014 : Toyota « Aygo en mode fun »"[20]
- Aldi
- McDonald's
- Danone
- 2014 : Ricola « Chruterchraft »[21] réalisée par Jérôme Bernard [22]
- 2016 : Ouigo « le drop » [23] réalisée par Cyril Tellenne[24]
- 2017 : Habitat « Clara » réalisée par François Ozon[25]
- 2019 : Pulse / La Poste - série de spots en caméra cachée -[26]
- 2020 : « Quitoque »[27] réalisée par Hugues de La Brosse[28]

## Théâtre
- 1995 : La Petite Molière[29] de Jean Anouilh et Roland Laudenbach mise en scène Michaël Chemla, Théâtre de Nesle[30]
- 2000 : La Nuit des rois de William Shakespeare, mise en scène Michaël Chemla, Avignon Espace Alya[31]
- 2001 : De surprises en confidences de Sandrine Martin, mise en scène Sandrine Martin et Bruno Chiche, Palais des Glaces
- 2002 : L'Opéra de quat'sous de Bertolt Brecht et Kurt Weill, mise en par la Cie du Chameau, Avignon Off
- 2004 : L'Oiseau vert de Carlo Gozzi mise en scène Laurent Dubost
- 2020 : Les feux de l'amour et du hasard d'après Marivaux, mise en scène Célia Pilastre et Crystal Shepherd-Cross, Le Grand point virgule[32]

## Livres audio
- Une autre fin du monde est possible de Pablo Servigne, Raphaël Stevens, Gauthier Chapelle, Audible, 2019[33]
- Total Khéops de Jean-Claude Izzo, Audible, 2020 [34]
- Suis-je hypersensible ? de Fabrice Midal, Gallimard audio, 2021[35]
- Le Craquant de la nougatine de Laure Manel, Audiolib, 2021
- Le Carnet des rancunes de Jacques Expert, Audiolib, 2022[36]

## Voix off

### Documentaires
- 2022 : L'empreinte (100 minutes, Alexandre Renoux et Pierre Barnérias, Tprod)
- 2023 : Miracles (Pierre Barnérias, Tprod)

### Publicités
- 2018 : The Supercheese, saga Mini Babybel, Y&R[37]